# Jerzy Urbanowicz (matematyk)

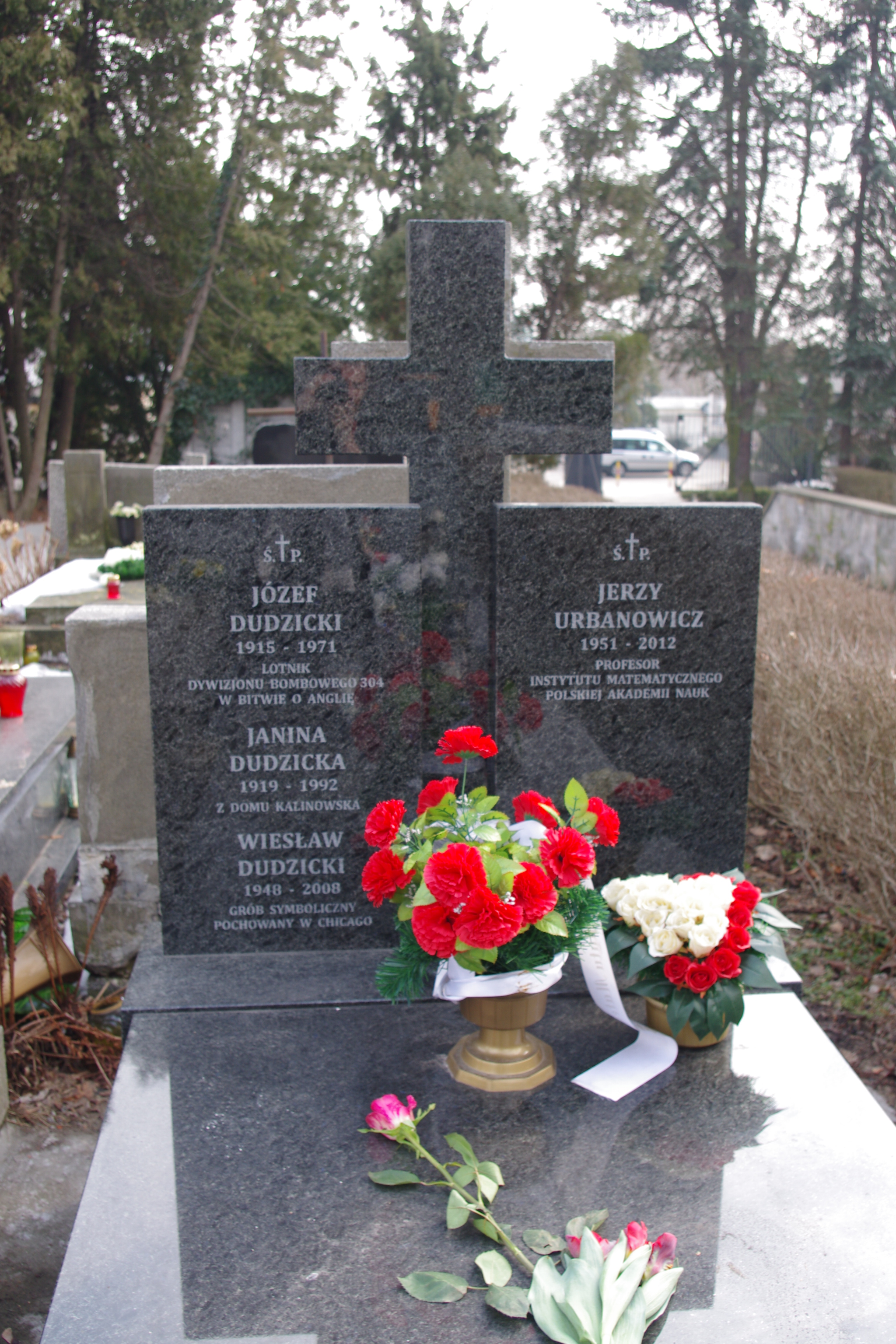
Grób lotnika dywizjonu bombowego w bitwie o Anglię - Józefa Dudzickiego (1915-1971) i matematyka Jerzego Urbanowicza (1951-2012) na Cmentarzu Wojskowym na Powązkach w Warszawie

Jerzy Urbanowicz (ur. 28 maja 1951 w Szczecinie, zm. 6 września 2012) – polski matematyk, profesor nadzwyczajny w Instytucie Matematycznym PAN i Instytucie Podstaw Informatyki PAN. Zajmował się algebraiczną teorią liczb i kryptografią. 

## Życiorys
W 1970 roku ukończył Technikum Mechaniczno-Energetycznego im. prof. Maksymiliana Tytusa Hubera w Szczecinie (techniki radiowo-telewizyjne). W 1975 roku ukończył studia na Wydziale Matematyki i Mechaniki Uniwersytetu Warszawskiego, gdzie doktoryzował się w 1982 roku (rozprawa doktorska Wartości funkcji dzeta Dedekinda). W 1992 roku habilitował się w Instytucie Matematycznym PAN (rozprawa habilitacyjna Związki funkcji dzeta Dedekinda z K-teorią), w którym pracował od 1988 roku, w tym na stanowisku profesora nadzwyczajnego. Od 2009 roku był profesorem nadzwyczajnym w Instytucie Podstaw Informatyki PAN. Członek Polskiego Towarzystwa Matematycznego.
Wykładał wielokrotnie za granicą w Kanadzie, USA, Francji, Niemczech i Holandii. W latach 1991–1992 przebywał w Holandii na rocznym stypendium NWO (Netherlands Organization for Scientific Research), przebywał w Instytucie Maxa Plancka w Bonn na stypendium Boscha i na Uniwersytecie w Heidelbergu na stypendium DAAD. W latach 1994–1997 był sekretarzem Acta Arithmetica. W 2012 roku został sekretarzem komitetu organizacyjnego konferencji poświęconej badaniom katastrofy polskiego Tu-154 w Smoleńsku metodami nauk ścisłych.
W 2001 był prezesem Tel-Energo (obecnie Exatel). Podjął wtedy decyzję wycofania się ze współpracy z portalem Arena.pl na kilka dni przed giełdowym debiutem Areny. Debiut nie doszedł do skutku, portal zbankrutował, został wytoczony Tel-Energo proces, który po sześciu latach zakończył się zwycięstwem Tel-Energo. W latach 2006–2008 pracował w Służbie Kontrwywiadu Wojskowego, w której odpowiadał m.in. za kryptografię i teleinformatykę. 
W 2011 przeszedł poważną operację, choć już wcześniej miał problemy zdrowotne z sercem. 6 września 2012 zasłabł w domu, w karetce doznał zawału. Drugi zawał nastąpił w szpitalu w czasie oczekiwania na przyjęcie. Potem nastąpił wylew i śmierć. Pochowany na cmentarzu Powązki Wojskowe w Warszawie (kwatera A dod.-7-10).

## Dorobek naukowy i publikacje
Autor lub współautor około 30 artykułów opublikowanych w kraju i za granicą. Współautor monografii: Kenneth S. Williams, Jerzy Urbanowicz: Congruences for L-Functions. Dordrecht: Kluwer Academic Publishers, 2000. ISBN 0-7923-6379-5. Brak numerów stron w książce Współedytor dwóch tomów materiałów konferencyjnych wydanych przez Walter de Gruyter and Co. Publishing House w 1999 roku (z prof. K. Györy i prof. H. Iwańcem, ISBN 978-3-11-015715-4) i w 2001 roku (z doc. K. Alsterem i prof. H.C. Williamsem, ISBN 978-3-11-017046-7). Współedytor (z prof. H. Iwańcem i prof. W. Narkiewiczem) dzieł wybranych prof. dr hab. Andrzeja Schinzla: Andrzej Schinzel, Selecta, Heritage of European Mathematics. Zűrich: EMS Publishing House, 2007. ISBN 978-3-03719-038-8. Brak numerów stron w książce